# Richard Youngs
Richard Youngs (Cambridge, 29 maggio 1966) è un musicista britannico.

## Discografia
- 1990 - Advent
- 1993 - New Angloid Sound
- 1996 - Festival
- 1997 - House Music
- 1998 - Sapphie
- 2001 - Making Paper
- 2002 - May
- 2003 - Airs of te Ear